# دنیلو کولسنیک
دنیلو کولسنیک (اوکراینی: Данило Ігорович Колесник؛ زادهٔ ۲۲ سپتامبر ۲۰۰۱) بازیکن فوتبال اهل اوکراین است.